# Georgios H. Anagnostopoulos
Georgios H. Anagnostopoulos (griechisch Γεώργιος Αναγνωστόπουλος; * 20. Jahrhundert) ist ein US-amerikanisch-griechischer Philosophiehistoriker.
Anagnostopoulos wurde 1971 an der Brandeis University in Philosophie promoviert. Er ist Professor of Philosophy im Center for Hellenic Studies der University of California, San Diego.
Seine Forschungsschwerpunkte sind die Philosophie der Antike, insbesondere Ethik und Metaphysik bei Platon und Aristoteles.

## Schriften (Auswahl)
- (Hrsg., mit Fred D. Miller, Jr.): Reason and analysis in ancient Greek philosophy. Essays in honor of David Keyt. Springer, Dordrecht 2013.
- (Hrsg.): Socratic, Platonic and Aristotelian studies. Essays in honor of Gerasimos Santas. Springer, Dordrecht 2011.
- (Hrsg.): A companion to Aristotle. Wiley-Blackwell, Chichester 2009.
- als Herausgeber: Aristotle on Philosophy of Mind, Ethics and Politics. In: Topoi, Vol. 15, No. 1, 1996.
- Aristotle on Variation and Indefiniteness in Ethics and Its Subject Matter. In: Topoi, Vol. 15, No. 1, 1996.
- Aristotle on the Good and Political Unity. In: Aristotelian Political Philosophy, 1995.
- Aristotle on the Goals and Exactness of Ethics. The University of California Press, 1994.
- Aristotle and Skepticism. In: Skepsis IV, 1993.
- Thoughts on Explanation in Ancient Philosophy. In: Greek Studies in the Philosophy of History of Science, Kluwer Publishers, 1990.
- Plato on the Sciences. In: Inquiry, 1983.
- The Significance of Plato's Cratylus. In: Review of Metaphysics, Dezember 1973.
- Aristotle on Function and the Attributive Nature of the Good. In: D. Depew (Hrsg.): The Greeks and the Good Life.
- Plato's Cratylus: The Two Theories of the Correctness of Names. In: Review of Metaphysics, Juni 1972.